# Torneio Roberto Gomes Pedrosa 1967
Das Torneio Roberto Gomes Pedrosa 1967 war die erste Spielzeit des Turniers und die 9. brasilianische Fußballmeisterschaft nach der Anerkennung dieses Wettbewerbs und des Taça Brasil durch den CBF im Jahr 2010.

## Saisonverlauf
Der Wettbewerb startete am 5. März 1967 in seine neue Saison und endete am 8. Juni 1967. Die Meisterschaft wurde von den Verbänden der Bundesstaaten São Paulo FPF und Rio de Janeiro FERJ ausgerichtet. Hintergrund war die Erweiterung des bis dahin zwischen den Verbänden ausgetragenen Wettbewerbs Torneio Rio-São Paulo. Am Ende der Saison konnte der SE Palmeiras aus São Paulo seinen vierten Titel feiern (nach der Zählung ab 2010).
Torschützenkönige wurden mit 15 Treffern César Maluco vom Meister Palmeiras und Ademar Pantera vom CR Flamengo.
Bester Angriff
- SE Palmeiras: 39 Tore

Bester Verteidigung
- FC São Paulo: 13 Gegentore

Höchster Sieg
- SE Palmeiras : CR Vasco da Gama: 5:0 (12. März 1967)

## Teilnehmer
Es nahmen 15 Mannschaften am Wettbewerb teil. Neu vertreten waren die Vertreter der Bundesstaaten Minas Gerais, Paraná und Rio Grande do Sul.
 Rio de Janeiro (damals noch Guanabara (Bundesstaat))
- Bangu AC
- Botafogo FR
- CR Flamengo
- Fluminense FC
- CR Vasco da Gama

 Minas Gerais
- Atlético Mineiro
- Cruzeiro EC

 Paraná
- CA Ferroviário

 Rio Grande do Sul
- Grêmio FBPA
- SC Internacional

 São Paulo
- SC Corinthians
- SE Palmeiras
- Associação Portuguesa de Desportos
- FC Santos
- FC São Paulo

## Modus
Platzvergabe
- 1. Anzahl Punkte
- 2. Bessere Tordifferenz
- 3. Anzahl von Tore
- 4. Anzahl Siege
- 5. Direkter Vergleich

1. Runde:
In der ersten Runde wurden die 15 Teilnehmer in zwei Gruppen aufgeteilt. Alle Teilnehmer beider Gruppen spielten jeweils einmal gegeneinander (14 Spiele je Mannschaft). Die besten vier Mannschaften je Gruppe zogen in die Finalrunde ein.
Finalrunde:
In der Finalrunde trafen die Mannschaften in Hin- und Rückspiel aufeinander. Die beste Mannschaft aus allen Spielen wurde Meister.

## 1. Runde

### Gruppe A
| Pl. | Verein           | Sp. | S | U | N | Tore    | Diff. | Punkte |
| --- | ---------------- | --- | - | - | - | ------- | ----- | ------ |
| 1.  | SC Corinthians   | 14  | 9 | 4 | 1 | 029:160 | +13   | 22     |
| 2.  | SC Internacional | 14  | 5 | 6 | 3 | 018:160 | +2    | 16     |
| 3.  | Cruzeiro EC      | 14  | 6 | 2 | 6 | 023:190 | +4    | 14     |
| 4.  | Bangu AC         | 14  | 5 | 4 | 5 | 016:210 | −5    | 14     |
| 5.  | FC São Paulo     | 14  | 3 | 7 | 4 | 018:130 | +5    | 13     |
| 6.  | Fluminense FC    | 14  | 4 | 3 | 7 | 021:290 | −8    | 11     |
| 7.  | Botafogo FR      | 14  | 1 | 7 | 6 | 012:210 | −9    | 09     |

### Gruppe B
| Pl. | Verein           | Sp. | S | U | N  | Tore    | Diff. | Punkte |
| --- | ---------------- | --- | - | - | -- | ------- | ----- | ------ |
| 1.  | SE Palmeiras     | 14  | 7 | 5 | 2  | 031:210 | +10   | 19     |
| 2.  | Grêmio FBPA      | 14  | 6 | 6 | 2  | 020:110 | +9    | 18     |
| 3.  | Portuguesa       | 14  | 6 | 5 | 3  | 024:180 | +6    | 17     |
| 4.  | FC Santos        | 14  | 5 | 5 | 4  | 021:160 | +5    | 15     |
| 5.  | Atlético Mineiro | 14  | 5 | 4 | 5  | 018:210 | −3    | 14     |
| 6.  | CR Flamengo      | 14  | 3 | 6 | 5  | 023:240 | −1    | 12     |
| 7.  | CR Vasco da Gama | 14  | 3 | 6 | 5  | 010:210 | −11   | 12     |
| 8.  | CA Ferroviário   | 14  | 0 | 4 | 10 | 009:260 | −17   | 04     |

## Finalrunde
Die Meisterschaft wurde im letzten Spiel entschieden. Palmeiras reichte zur Meisterschaft ein Unentschieden und gewann das Spiel 2:1.
| Datum      |                  | Ergebnis |                  |
| ---------- | ---------------- | -------- | ---------------- |
| 20.05.1967 | SC Corinthians   | 2:1      | Grêmio FBPA      |
| 21.05.1967 | SC Internacional | 1:2      | SE Palmeiras     |
| 24.05.1967 | SC Corinthians   | 2:2      | SE Palmeiras     |
| 24.05.1967 | Grêmio FBPA      | 1:1      | SC Internacional |
| 28.05.1967 | SC Corinthians   | 0:1      | SC Internacional |
| 28.05.1967 | Grêmio FBPA      | 1:1      | SE Palmeiras     |
| 01.06.1967 | SE Palmeiras     | 0:0      | SC Internacional |
| 01.06.1967 | Grêmio FBPA      | 0:1      | SC Corinthians   |
| 04.06.1967 | SE Palmeiras     | 1:0      | SC Corinthians   |
| 04.06.1967 | SC Internacional | 0:0      | Grêmio FBPA      |
| 07.06.1967 | SC Internacional | 3:0      | SC Corinthians   |
| 08.06.1967 | SE Palmeiras     | 2:1      | Grêmio FBPA      |

| Pl. | Verein           | Sp. | S | U | N | Tore    | Diff. | Punkte |
| --- | ---------------- | --- | - | - | - | ------- | ----- | ------ |
| 1.  | SE Palmeiras     | 6   | 3 | 3 | 0 | 008:500 | +3    | 09     |
| 2.  | SC Internacional | 6   | 2 | 3 | 1 | 006:300 | +3    | 07     |
| 3.  | SC Corinthians   | 6   | 2 | 1 | 3 | 005:800 | −3    | 05     |
| 4.  | Grêmio FBPA      | 6   | 0 | 3 | 3 | 004:700 | −3    | 03     |

## Die Meistermannschaft
|  | SE Palmeiras |
|  | - Tor: Peres, Valdir - Abwehr: Geraldo Scotto, Geraldo Escalera, Dorval, Djalma Dias, Cláudio, Mostarda, Minuca, Djalma Santos, Paulo Osmar, Baldocchi - Mittelfeld: Tupanzinho, Suingue, Júlio Amaral, Ademir, Dudu, Servílio, Leocádio Consul, Copeu, Zequinha - Angriff: Julinho, Caravetti, Rinaldo, Dario, Gildo, Alberto Gallardo, Cardosinho, Jair Bala, Moreno, César Maluco - Trainer: Aymoré Moreira |

## Torschützenliste
| Pl. | Nat.        | Spieler        | Verein      | Tore    |
| --- | ----------- | -------------- | ----------- | ------- |
| 1   | Brasilianer | César Maluco   | Palmeiras   | 15 Tore |
| 1   | Brasilianer | Ademar Pantera | Flamengo    | 15 Tore |
| 3   | Brasilianer | Alcindo        | Grêmio      | 13 Tore |
| 4   | Brasilianer | Tales          | Corinthians | 11 Tore |
| 5   | Brasilianer | Rinaldo        | Palmeiras   | 10 Tore |
| 5   | Brasilianer | Pelé           | Santos      | 9 Tore  |

## Abschlusstabelle
Die Tabelle diente lediglich zur Feststellung der Platzierung der einzelnen Mannschaften in der Saison. Sie wurde zeitweise vom Verband auch zur Ermittlung einer ewigen Rangliste herangezogen. Sie setzt sich zusammen aus allen ausgetragenen Spielen. In der Sortierung hat das Erreichen der jeweiligen Finalphase Vorrang vor den erzielten Punkten.
| Pl. | Verein           | Sp. | S  | U | N  | Tore    | Diff. | Punkte |
| --- | ---------------- | --- | -- | - | -- | ------- | ----- | ------ |
| 1.  | SE Palmeiras     | 20  | 10 | 8 | 2  | 039:260 | +13   | 28     |
| 2.  | SC Internacional | 20  | 7  | 9 | 4  | 024:190 | +5    | 23     |
| 3.  | SC Corinthians   | 20  | 11 | 5 | 4  | 034:240 | +10   | 27     |
| 4.  | Grêmio FBPA      | 20  | 6  | 9 | 5  | 024:180 | +6    | 21     |
| 5.  | Portuguesa       | 14  | 6  | 5 | 3  | 024:180 | +6    | 17     |
| 6.  | FC Santos        | 14  | 5  | 5 | 4  | 021:160 | +5    | 15     |
| 7.  | Cruzeiro EC      | 14  | 6  | 2 | 6  | 023:190 | +4    | 14     |
| 8.  | Atlético Mineiro | 14  | 5  | 4 | 5  | 018:210 | −3    | 14     |
| 9.  | Bangu AC         | 14  | 5  | 4 | 5  | 016:210 | −5    | 14     |
| 10. | FC São Paulo     | 14  | 3  | 7 | 4  | 018:130 | +5    | 13     |
| 11. | CR Flamengo      | 14  | 3  | 6 | 5  | 010:210 | −11   | 12     |
| 12. | CR Vasco da Gama | 14  | 3  | 6 | 5  | 010:210 | −11   | 12     |
| 13. | Fluminense FC    | 14  | 4  | 3 | 7  | 021:290 | −8    | 11     |
| 14. | Botafogo FR      | 14  | 1  | 7 | 6  | 012:210 | −9    | 09     |
| 15. | CA Ferroviário   | 14  | 0  | 4 | 10 | 009:260 | −17   | 04     |

## Die 10 meistbesuchten Spiele
| Pl. | Anzahl | Heim             | Ergebnis | Gast      | Stadion  | Datum          | Spieltag   |
| --- | ------ | ---------------- | -------- | --------- | -------- | -------------- | ---------- |
| 1   | 91.042 | Atlético Mineiro | 0:4      | Cruzeiro  | Mineirão | 5. März 1967   | 1. Runde   |
| 2   | 56.637 | Flamengo         | 0:1      | Santos    | Maracanã | 19. März 1967  | 1. Runde   |
| 3   | 56.208 | Corinthians      | 1:1      | Santos    | Pacaembu | 13. Mai 1967   | 1. Runde   |
| 4   | 55.992 | Corinthians      | 0:1      | Palmeiras | Pacaembu | 4. Juni 1967   | Finalrunde |
| 5   | 52.875 | Flamengo         | 2:0      | Cruzeiro  | Maracanã | 15. März 1967  | 1. Runde   |
| 6   | 51.445 | Cruzeiro         | 3:1      | FC Santos | Mineirão | 19. März 1967  | 1. Runde   |
| 7   | 50.188 | CR Vasco da Gama | 0:0      | Flamengo  | Maracanã | 22. April 1967 | 1. Runde   |